# Lemenők
A lemenők a vérrokonságra vonatkozó genealógiai, jogi, néprajzi stb. fogalom, mely során a családfán az ősök felől az utódok felé történik a vizsgálat.
Néprajzi kutatások szerint, a 20. századi Zoboralján egy kiterjedt rokonsági rendszer egyik házaspárjától kiindulva a felmenőkhöz, a szépszülőkig a szülőkön, nagyszülőkön, dédszülőkön át jutunk el. A lemenőket pedig a harmadunokáktól eredeztetik, tehát alulról felfelé határozhatók meg a kapcsolatok. A lemenőket a gyermekeken, az unokákon, másodunokatestvéreken át a harmadunokatestvérekig tartják számon.
„Onnan már csak rokony, el is veheti a fiú a leányt, nem vétkeznek.”

## Forrás
Madar Ilona: Fejezetek Zoboralja társadalomnéprajzához. Folklór és etnográfia 51. szerk. Újváry Zoltán. Debrecen 1989. 34. l.